# Киломба, Града
Града Киломба (порт. Grada Kilomba, род. 1968, Лиссабон) — португальская писательница, психолог, теоретик и междисциплинарный художник, известная своей работой, посвящённой изучению памяти, травм, пола, расизма и постколониализма, переведённой на несколько языков, опубликованную и представленную на международном уровне.

## Биография

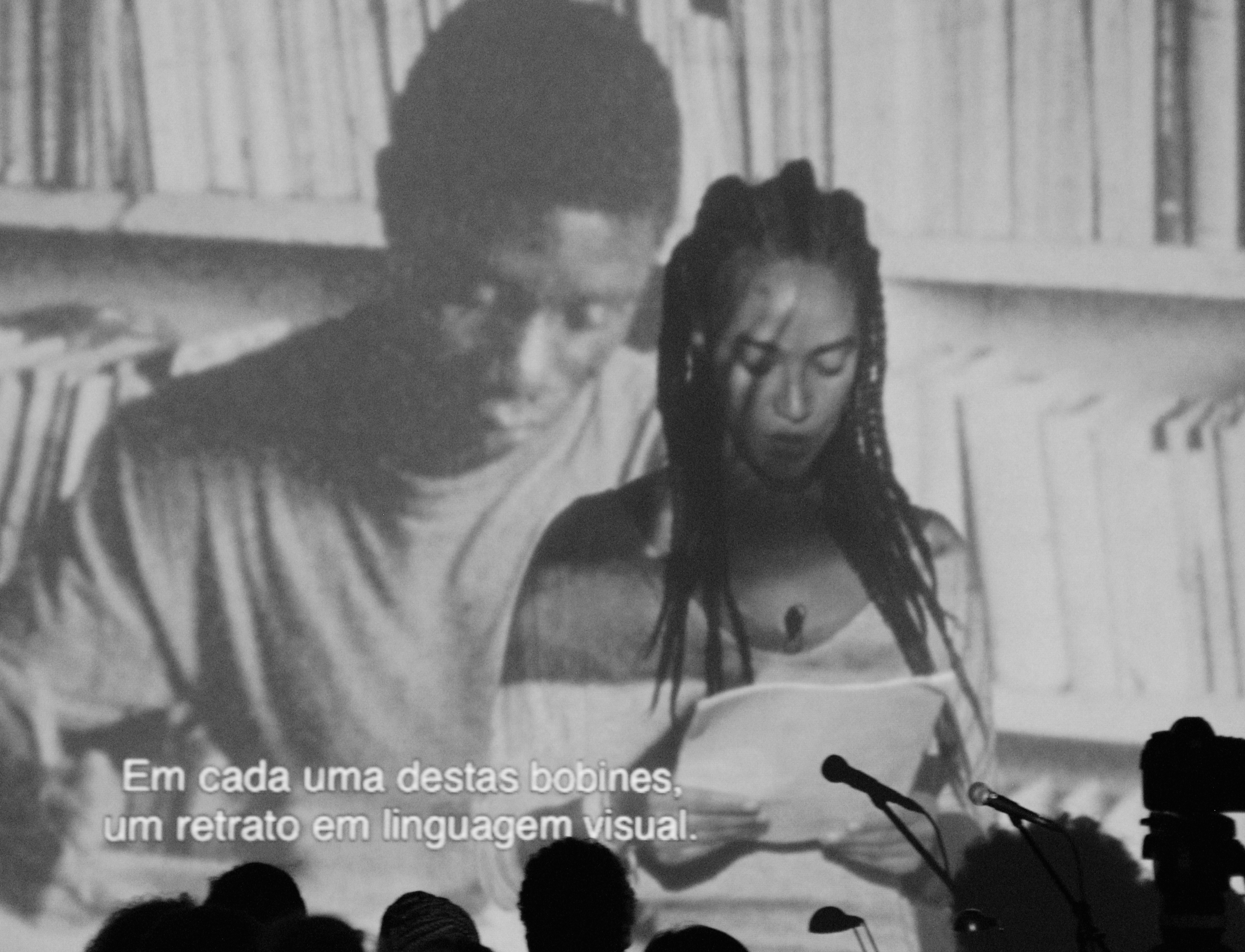
Града Киломба на презентации в Конакри (2013)

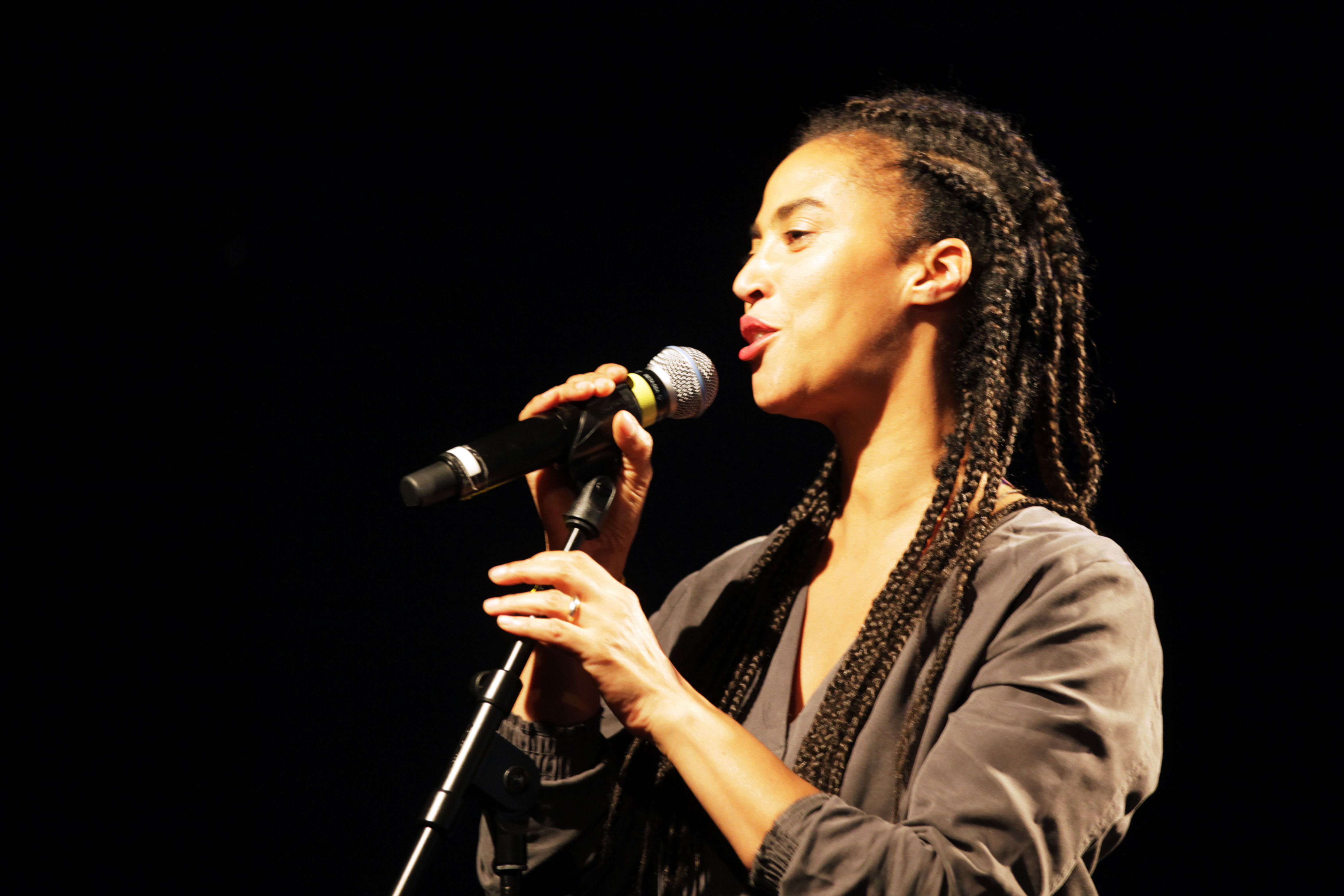
Града Киломба в Театре Горького (2016)

Имея корни в Сан-Томе и Принсипи и Анголе, она живёт в Берлине (Германия) с 2008 года, и её опыт взросления, учёбы и работы в Португалии, стране с сильными колониальными чертами, глубоко влияет на её работу.
Известна в основном гибридным пространством, которое создает её работа, где стираются границы между академическим и художественным языком. Мультидисциплинарность её работы простирается от письма до постановочного чтения её текстов, а также видео и перформанс-инсталляций, создавая то, что она называет «Исполнительским знанием».
Она преподаёт в нескольких международных университетах, в том числе в Университете Гумбольдта в Берлине, в области гендерных и постколониальных исследований.
Её работы были представлены в нескольких известных художественных учреждениях Америки, Африки и Европы, а именно: Art Basel, The Power Plant в Торонто, Музее искусства, архитектуры и технологий (МААТ) Лиссабона, Театре Максима Горького (Берлин), Ballhaus Naunynstrasse (Берлин), Университет Рио-де-Жанейро, Университет Аккры (Гана) и др.
Пинакотека Сан-Паулу представила первую персональную выставку Грады Киломбы в Бразилии под названием «Града Киломба: поэтическое неповиновение», куратором которой стала Валерия Пикколи. Выставка побуждает к размышлениям о художественной коллекции XIX и XX веков самого музея и, соответственно, всей истории искусства, критикуя, прежде всего, её европоцентристские и сегрегационные корни.

## Произведения
- 2008, Plantation Memories: Episodes of Everyday Racism, Unrast, ISBDN 389771485X[7][8]
- 2017, Secrets to Tell - Fundação EDP, ISBDN 9789898167675[9]

- 2018, The Most Beautiful Language, Galerias Municipais/EGEAC, 2018, ISBDN 9789898167675[4][10]